# Universitat de Panteó-Assas
La Universitat de Panteó-Assas (en francès: Université Paris-Panthéon-Assas), també anomenada Paris-II, Panthéon-Assas o Assas, és una universitat de París. Hereva de la Facultat de Dret de la Universitat de París, va ser fundada el 1970, a conseqüència dels esdeveniments del maig francès el 1968.
Es reivindica com a «primera universitat jurídica de França» 